# 草山金星蕨
草山金星蕨（学名：Cyclosorus caoshanensis）为金星蕨科毛蕨属下的一个种。

## 扩展阅读
- 維基物種上的相關：草山金星蕨